# Down to Earth (Ozzy Osbourne-album)
A Down to Earth Ozzy Osbourne nagylemeze, mely 2001. október 16-án jelent meg, hat évvel az Ozzmosis című nagylemez után. Egyetlen Zakk Wylde által szerzett felvétel sincs az albumon, három szám társszerzőjeként Joe Holmes exgitáros szerepel. A ritmusszekciót Robert Trujillo és Mike Bordin alkotja.

## Számlista
1. Gets Me Through (Ozzy Osbourne, Tim Palmer) – 5:04
2. Facing Hell (Osbourne, Palmer, Scott Humphrey, Geoff Nicholls) – 4:26
3. Dreamer” (Osbourne, Marti Frederiksen, Mick Jones) – 4:45
4. No Easy Way Out (Osbourne, Palmer) – 5:06
5. That I Never Had (Osbourne, Joe Holmes, Robert Trujillo, Frederiksen) – 4:24
6. You Know… Pt. 1 (Osbourne, Palmer) – 1:06
7. Junkie (Osbourne, Holmes, Trujillo, Frederiksen) – 4:28
8. Running Out of Time (Osbourne, Frederiksen, Jones) – 5:06
9. Black Illusion (Osbourne, Palmer, Andy Sturmer, Nicholls) – 4:21
10. Alive (Osbourne, Danny Saber) – 4:54
11. Can You Hear Them? (Osbourne, Holmes, Trujillo, Frederiksen) – 4:59

Bónusz felvétel (import verziókon)
1. No Place for Angels (Osbourne, Palmer, Nicholls) – 3:23

## Közreműködők
- Ozzy Osbourne – ének, vokál
- Zakk Wylde – gitár
- Robert Trujillo – basszusgitár
- Mike Bordin – dobok
- Danny Saber – gitár
- Michael Railo – billentyűs hangszerek, háttérvokál
- Tim Palmer – gitár, dobok, billentyűs hangszerek, mixer, producer, háttérvokál